# 血的神话
《血的神话：公元1967年湖南道县文革大屠杀纪实》，谭合成著，叙述道县事件。2010年出版，2011年再版。

## 评论
- 杨继绳序：“在《血的神话》中我又认识了一位讲真话、求真理的同道者。在中国大陆进行这样的调查、采访，写这样的书要冒多大风险、承担多大政治压力，我深有体会。”[1]
- 蒋方舟：“他花了近二十年的时间对文革期间发生在湖南道县的大屠杀进行调查，之后完成此书。”[2]
- 庄生蝶：“这是一部中国的《古拉格群岛》，虽然涉及面不如《古》广，但挖掘之深、剖析之细却更胜一筹，也更具震撼力。”[3]
- 五色旗：“作者对被害者遗属、幸存者、杀人者、组织者、见证人等各方面进行了详实的调查采访，那些字字血声声泪的口述史，令人信服、无可辩驳地还原了历史真相。”作者对进驻道县制止屠杀的四十七军某部1968年7月“突然撤走的原因语焉不详，用了春秋之笔。”[4]
- 舒心：“早在1986年，作者接触到道县及周围十县市的这场大屠杀的大量原始资料，二十多年来，多次进行实地采访相关人事，搜集到的案例就有近四百个。在这个基础上，终于写出了这部长达五十万字的纪实作品。”[5]